# Louie Anderson
Louie Perry Anderson (Minneapolis, 24 marzo 1953 – Las Vegas, 21 gennaio 2022) è stato un attore e comico statunitense.

## Biografia
Anderson è nato e cresciuto a Saint Paul, Minnesota. Secondo di undici figli, nel 2006 durante un'intervista per WTF with Marc Maron ha dichiarato che sua madre Ora Zella (1912-1990) ha avuto 16 gravidanze, ma in cinque casi, il primogenito e poi due parti gemellari, i bambini sono morti alla nascita. Durante un'altra intervista al The Late Show with Stephen Colbert ha definito il proprio padre violento. Anderson ha frequentato la Johnson Senior High di Saint Paul.
Molto attivo negli anni ottanta nei film di Eddie Murphy e in altre apparizioni televisive, apprezzato per la sua figura da pacioccone, negli anni novanta appare in vari film in minor ruolo. Dal 1994 al 1998 ha prodotto il cartone autobiografico La vita con Louie (Life with Louie), scritto quattro libri e, dal 1999 al 2002, condotto il game show televisivo Family Feud. Per il suo personaggio nella serie di FX Baskets ha ricevuto nel 2016 un Primetime Emmy Awards nella categoria "Miglior attore non protagonista in una serie commedia", nei due anni successivi ha ricevuto altre due nomination.
Il 18 gennaio 2022 è stato annunciato il ricovero di Anderson in un ospedale di Las Vegas per un linfoma. Anderson è morto il 21 gennaio 2022, all'età di 68 anni.

## Vita privata
Nel 1985 è stato sposato per sole quattro settimane con la sua fidanzata del liceo. 
Dal 1997 Anderson è stato ricattato da un uomo chiamato Richard John Gordon che, tra il 1997 e il 1998, intimò all'attore il pagamento di 100.000 dollari, minacciandolo di dichiarare ai tabloid di aver ricevuto proposte sessuali in un casinò nel 1993. Anderson, che aveva inizialmente ceduto per il timore che queste voci pregiudicassero la sua presenza nel cast di due serie televisive, ha poi denunciato l'accaduto alle autorità dopo che le richieste di Gordon erano salite fino a 250.000 dollari. Il ricattatore è stato poi arrestato successivamente a un inseguimento ad alta velocità lungo la Santa Monica Boulevard ed infine condannato a 22 mesi di prigione.

## Filmografia

### Cinema
- La finestra sul delitto (Cloak & Dagger), regia di Richard Franklin (1984)
- Quicksilver - Soldi senza fatica (Quicksilver), regia di Thomas Michael Donnelly (1986)
- Una pazza giornata di vacanza (Ferris Bueller's Day Off), regia di John Hughes (1986)
- Ratboy, regia di Sondra Locke (1986)
- The Wrong Guys, regia di Danny Bilson (1988)
- Il principe cerca moglie (Coming to America), regia di John Landis (1988)
- Bébé's Kids, regia di Bruce W. Smith (1992)
- Un marito quasi perfetto (Mr. Wrong), regia di Nick Castle (1996)
- Do It for Uncle Manny, regia di Adam Baratta (2002)
- Back by Midnight, regia di Harry Basil (2005)
- Cook Off!, regia di Cathryn Michon e Guy Shalem (2007)
- Sandy Wexler, regia di Steven Brill (2017)
- Il principe cerca figlio (Coming 2 America), regia di Craig Brewer (2021)

### Televisione
- Baskets - serie TV, 40 episodi (2016-2019)
- Young Sheldon - serie TV, ep. 3x17 (2019)
- Search Party - serie TV, 5 episodi (2020)
- Twenties - serie TV, ep. 2x03-2x04 (2021)
- No Activity - serie TV, ep. 4x07 (2021)
- Scrubs - serie TV, ep. 1x05 (2001)

### Doppiaggio
- La vita con Louie - serie animata, 39 episodi - voce di Louie e di Louie da piccolo (1994-1998)

## Doppiatori italiani
Nelle versioni in italiano delle opere in cui ha recitato, Louie Anderson è stato doppiato da:
- Gaetano Varcasia ne Il principe cerca moglie
- Bruno Slaviero in Ally McBeal
- Pino Ammendola in Young Sheldon
- Roberto Stocchi ne Il principe cerca figlio

Da doppiatore, è stato sostituito da:
- Barbara Pitotti ne La vita con Louie (Louie da piccolo)